# La Póveda de Soria
La Póveda de Soria település Spanyolországban, Soria tartományban. La Póveda de Soria Santa Cruz de Yanguas, Villar del Río, Vizmanos, Almarza, Rollamienta, Valdeavellano de Tera, Sotillo del Rincón és Lumbreras de Cameros községekkel határos. Lakosainak száma 110 fő (2024).

## Népesség
A település népessége az elmúlt években az alábbi módon változott:
| Lakosok száma | 119  | 126  | 124  | 124  | 122  | 113  | 114  | 123  | 114  | 110  |
|               | 2001 | 2004 | 2007 | 2009 | 2012 | 2014 | 2017 | 2019 | 2022 | 2024 |